# Drakensang: Phileasson's Secret
Drakensang: Phileasson's Secret è un videogioco sviluppato dalla casa tedesca Radon Labs per Windows nel 2010. Questa è l'espansione ufficiale di Drakensang: The River of Time.

## Trama
Per attivare la quest principale dell'espansione, il giocatore deve andare al porto di Nadoret, dove incontra un soldato che, siccome dovrà pattugliare tutta la notte (anche se invece dormirà) gli chiede di soggiornare in un vicino capanno e all'alba, svegliarlo. Ma, nella notte, a Nadoret giungono delle navi Thorwaliane. Il giorno dopo, il protagonista e il suo party li raggiungono nel loro piccolo campo. Qui incontrano Inu, uno sciamano membro del gruppo di uomini del Nord, che chiede loro di trovare il loro capitano il celebre navigatore ed esploratore Phileasson.
Il party, lo incontrerà fuori dalle mura della Fortezza Doganale e lui ordinerà di non seguirlo. Il gruppo, però non gli dà ascolto e gli va dietro non appena lo vede entrare in una sfera fluttuante.
Tutto il gruppo si ritrova a Tie'Shianna, la Leggendaria Capitale Perduta degli Elfi. Da qui, il Capitano Phileasson accompagnerà il party come personaggio indipendente. 
La nuova avventura vedrà il protagonista aiutare Phileasson a svelare i misteri della città, salvandola da una grave minaccia e spiegando cosa lega il Thorwaliano a quel luogo.